# Santa María del Berrocal
Santa María del Berrocal é um município da Espanha na província de Ávila, comunidade autónoma de Castela e Leão, de área 28,34 km² com população de 465 habitantes (2006) e densidade populacional de 18,40 hab/km².

## Demografia
| Variação demográfica do município entre 1991 e 2004 | Variação demográfica do município entre 1991 e 2004 | Variação demográfica do município entre 1991 e 2004 | Variação demográfica do município entre 1991 e 2004 |
| --------------------------------------------------- | --------------------------------------------------- | --------------------------------------------------- | --------------------------------------------------- |
| 1991                                                | 1996                                                | 2001                                                | 2004                                                |
| 712                                                 | 581                                                 | 535                                                 | 521                                                 |